# Teucholabis (Euparatropesa) fumidapicalis fumidapicalis
Teucholabis (Euparatropesa) fumidapicalis fumidapicalis is een ondersoort van de tweevleugelige Teucholabis (Euparatropesa) fumidapicalis uit de familie steltmuggen (Limoniidae). De ondersoort komt voor in het Neotropisch gebied.